# Barrage d'Aïn Zada
Le barrage d'Aïn Zada est un barrage de type remblai, situé à dix kilomètres à l'est de la ville de Khelil sur l'oued Bou Sellam sur le territoire de la wilaya de Bordj Bou Arreridj en Algérie.

## Historique
Construit entre 1982 et 1986, le but principal du barrage était de fournir de l'eau pour la consommation et pour l'agriculture pour la ville de Sétif, située à 24 kilomètres à l'Est.
La station de traitement d’Ain Zada située a Ain Taghrout est d’une capacité de 1 000 l/s partagée comme suit : 600 l/s vers Sétif - 300 l/s vers Bordj Bou Arréridj et 100 l/s vers Bougaa . Depuis avril 2013, le Barrage alimente en eau exclusivement la wilaya de Bordj Bou Arreridj.
Depuis juillet 2018, à la suite des travaux de grands transferts d'eau, le Barrage alimente en eau exclusivement les villes d'Aïn-Taghrout, Khelil, Sidi Embarek, El Anasser, Medjana et Hasnaoua.

## Caractéristiques
Le barrage d'Aïn Zada possède une capacité théorique de stockage de 121,4 millions de m3, fournit 1 200 litres par seconde[réf. nécessaire]. Le déversoir a une capacité de 4,370 m3/s.
D'une hauteur de 50 mètres, sa longueur du couronnement s'étend sur 700 mètres. Le volume de l'ouvrage est de 2 607 000 mètres3, retenant un lac artificiel de 125 millions de mètres cubes sur une surface de 12 km2 située à une altitude de 716 m. Il est alimenté par un bassin versant de 2 080 km2.